# Boris Jarak
Boris Jarak (* 19. April 1963 in Dubrovnik, SFR Jugoslawien) ist ein ehemaliger jugoslawisch-kroatischer Handballspieler und Handballtrainer.

## Karriere

### Verein
Boris Jarak lernte das Handballspielen in seiner Heimatstadt beim RKHM Dubrovnik. 1981 gewann er mit dem Team die regionale kroatische Liga. Anschließend absolvierte er seinen Militärdienst. 1982 wechselte der 1,90 m große Linksaußen zum jugoslawischen Erstligisten RK Medveščak Zagreb, mit dem er 1986, 1987, 1989 und 1990 den jugoslawischen Pokal gewann. Ab 1990 spielte er unter Trainer Željko Zovko für den deutschen Verein TV Eitra, mit dem er in der Spielzeit 1990/91 in die Bundesliga aufstieg. Nach dem Abstieg 1993 lief er noch eine Saison unter dem neuen Trainer Hrvoje Horvat in der 2. Bundesliga auf. Nach dem geglückten Wiederaufstieg kehrte er 1994 nach Kroatien zurück. Mit Badel 1862 Zagreb wurde er 1995 und 1996 kroatischer Meister und Pokalsieger. In der EHF Champions League 1994/95 unterlag er in den Finalspielen dem spanischen Verein Bidasoa Irún mit 20:30 und 27:26. Seine Spielerlaufbahn beendete er beim RK Medveščak Zagreb.

### Nationalmannschaft
Mit der jugoslawischen Nationalmannschaft gewann Jarak bei den Olympischen Spielen 1988 in Seoul die Bronzemedaille. In zwei Einsätzen zu Turnierbeginn blieb er ohne Torerfolg. Für Jugoslawien bestritt er 46 Länderspiele, in denen er 68 Tore erzielte.
Mit der kroatischen Nationalmannschaft gewann er bei der Weltmeisterschaft 1995 die Silbermedaille. Für Kroatien absolvierte er zwölf Partien.

### Trainer
Ab 2001 betreute Jarak den HRK Izviđač. In seiner ersten Saison gewann er mit dem Verein aus Ljubuški die bosnisch-herzegowinische Meisterschaft und den Pokal. Nachdem in seiner zweiten Saison beide Titel verpasst worden waren, wurde er durch seinen Vorgänger Josip Glavaš ersetzt.